# Olfert Fischer
Johan Olfert Fischer, född 1 augusti 1747 i Köpenhamn, död där 18 februari 1829, var en dansk sjömilitär. Fischer är mest känd som befälhavare för flottan vid slaget vid Köpenhamn den 2 april 1801.

## Biografi
Fischer var son till sjöofficeren och direktören Olfert Fas Fischer och Anna Fischer, född Ackerman.

### Militär karriär
Fischer tillbringande merparten av sitt liv i den danska flottan. Han började sin militära karriär som kadett år 1763 och var, när han slutade i flottan 1825, viceamiral. Under en seglats till Ostindien år 1799 fick Fischer erkännande sedan han räddat sin besättning när deras linjeskepp Oldenborg drabbades av en storm i närheten av Kapstaden. 

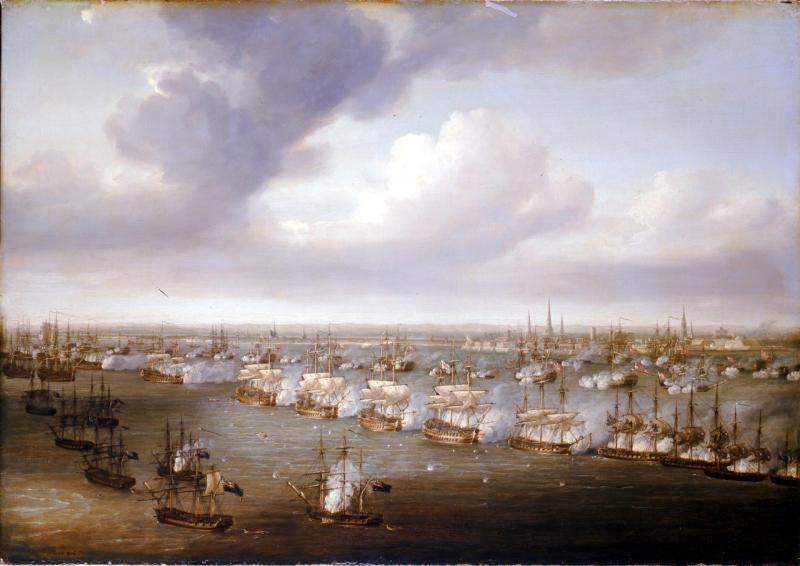
Slaget vid Köpenhamn, målad av Nicholas Pocock under tidigt 1800-tal.

### Slaget vid Köpenhamn
Fischers höjdpunkt som sjöofficer kan sägas vara när han år 1801 förde befälet över flottan i försvaret av Köpenhamn. Han var vid det laget en erfaren och erkänt kompetent sjöofficer, men ska själv inför slaget ha menat att den danska flottan inte kunde besegra den brittiska motsvarigheten. Han har dock fått stort erkännande för det motstånd som den danska flottan under hans befäl kunde sätta emot britterna. Fischer skadades själv under sjöslaget, men överlevde.
Efter sjöslaget fick Fischer inga fler betydelsefulla uppdrag som befäl.